# Cseh Mária
Cseh Mária (Újpest, 1937. június 17. –) magyar színésznő, országgyűlési képviselő. Torgyán József (1932–2017) ügyvéd, politikus özvegye.

## Színészi pályafutása
1951-ben végezte el a Zeneművészeti Szakiskolát. 1966-tól 1991-ig a Pécsi Nemzeti Színház operettprimadonnája, más színháznak nem volt tagja. A Pécsen töltött 25 év alatt a zeneirodalom számos klasszikus szerepét eljátszotta.

## Politikai pályája
1959-ben kötött házasságot dr. Torgyán József ügyvéddel. 1990-ben a férje hatására kezdett el politikával foglalkozni; belépett az FKGP Budapesti II. kerületi szervezetébe. 1992-től a Független Kisgazdapárt Országos Női Szövetségének az elnökhelyettese, amely 1996-ban Független Női Szövetség néven társadalmi szervezetté alakult, melynek elnöke lett. Az 1994. évi országgyűlési választásokon az országos lista nyolcadik helyéről került be a törvényhozó testületbe. 2001 elejétől 2002-ig független képviselő volt.

## Színpadi szerepei
| - Szilvia (Kálmán Imre: Csárdáskirálynő) - Iluska / francia királylány (Kacsóh Pongrác: János vitéz) - Marica grófnő (Kálmán Imre: Marica grófnő) - Madelaine (Ábrahám Pál: Bál a Savoyban) - Glavari Hanna (Lehár Ferenc: A víg özvegy) - Alexandra hercegnő (Szirmai Albert–Martos Ferenc: Alexandra) - Lili bárónő (Huszka Jenő–Martos Ferenc: Lili bárónő) - Elvira, udvarhölgy (Alejandro Casona: A portugál királyné) - Kondzsa Gül, Kemál leánya (Leo Fall: Sztambul rózsája) - Angele (Lehár Ferenc: Luxemburg grófja) - Rolla (Szirmai Albert–Gábor Andor–Bakonyi Károly: Mágnás Miska) - Lucy (Jacobi Viktor: Leányvásár) - Milliea (Lawrence Schwad–Budy G.de Sylva: Diákszerelem) | - Nagyhercegnő (Jacobi Viktor: Sybill) - Leila (Huszka Jenő–Martos Ferenc: Gül Baba) - Stella (Dunajevszkij: Szabad szél) - Édi (Franz Schubert: Három a kislány) - Fedóra hercegnő (Kálmán Imre: Cirkuszhercegnő) - Falconi Amália grófné (ifj. Johann Strauss: Karnevál Rómában) - Alice (Lehár Ferenc: A három grácia) - Viktória, a nagykövet felesége (Ábrahám Pál: Viktória) - Zórika (Lehár Ferenc: Cigányszerelem) - Trójai nők karának tagja (Euripidész: Trójai nők) - Lida, Nyikityin felesége (Jurij Bondarev: A part) - Trudi (Pierre Barillet–Jean Pierre Grédy: Rózsaszál a reggelihez) - Hamupipőke, árva kislány (Romhányi József: Hamupipőke) |